# Michael Bezold
Michael Bezold (ur. 23 maja 1972 w Bayreuth) – niemiecki szachista i trener szachowy, arcymistrz od 1998 roku.

## Kariera szachowa
Pierwsze znaczące sukcesy zaczął odnosić na początku lat 90. XX wieku. W latach 1990 (w Münsterze) i 1991 (w Magdeburgu) dwukrotnie zdobył tytuły mistrza Niemiec juniorów, był również dwukrotnym (Mamaia 1991 i Buenos Aires 1992) reprezentantem swojego kraju na mistrzostwach świata juniorów do 20 lat. W 1993 r. podzielił I m. w Budapeszcie (turniej First Saturday FS02 GM, wspólnie z Jensem-Uwe Maiwaldem i Ivanem Farago, podzielił III m. (za Zoltanem Almasim i Arturem Jusupowem, wspólnie z Rainerem Knaakiem) w kołowym turnieju w Altensteigu oraz zwyciężył (wspólnie z Markusem Stanglem) w Brnie (turniej B). W 1994 r. podzielił III m. (za Nigelem Daviesem i Larsem Karlssonem, wspólnie z Keithem Arkellem) w Wrexham, w 1995 r. zajął I m. w Würzburgu i Nowym Jorku oraz był drugi (za Drazenem Sermkiem) w Makarskiej, w 1997 r. zajął III m. w Gyuli (za Jewgienijem Agrestem i Gyula Saxem) oraz w Budapeszcie (za Robertem Rabiegą i Jozsefem Horvathem), a na przełomie 1997 i 1998 r. odniósł duży sukces, zajmując II m. (za Igorem Chenkinem) w cyklicznym turnieju Rilton Cup w Sztokholmie. W 2000 r. był trzeci w Waischenfeldzie (za Ildarem Ibragimowem i Hichamem Hamdouchim). W 2004 r. podzielił I m. (wspólnie z Janem Gustafssonem) w Waischenfeldzie oraz zwyciężył w otwartym turnieju w Neuhausen am Rheinfall.
W czasie swojej kariery kilkukrotnie startował w finałach indywidualnych mistrzostw Niemiec, dwukrotnie (1993, 1994) dzieląc III miejsca. Pomiędzy 2000 a 2002 r. pełnił funkcje trenera kadry narodowej niemieckich juniorów.
Najwyższy ranking w dotychczasowej karierze osiągnął 1 lipca 2006 r., z wynikiem 2535 punktów zajmował wówczas 21. miejsce wśród niemieckich szachistów.